# Caddy Adzuba
Caddy Adzuba (Bukavu, República Democràtica del Congo, 1981) és una advocada, periodista, locutora i activista pels drets de la dona, la infància i la llibertat de premsa a la República Democràtica del Congo.
Va estudiar Dret a la Universitat Oficial de Bukay. Està amenaçada de mort des que va denunciar la violència sexual que pateixen les dones del seu país, en guerra des del 1996. Ha estat a punt de morir assassinada en dues ocasions i gaudeix de la protecció de les Nacions Unides. Treballa per una ràdio, emissora de la Missió d'Estabilització de les Nacions Unides al Congo (MONUSCO).
Caddy Adzuba ha denunciat les tortures i violacions que pateixen les dones i les nenes del Congo i promou la seva reinserció a la societat.
El 3 de maig del 2018, la Universitat Autònoma de Barcelona va anunciar que, en el marc dels 50 anys de la institució, li concedia el Doctorat honoris causa, juntament amb Marie-Paule Kieny, Jaume Plensa, Joaquim Maria Puyal i Lisa Randall.
El 5 de març del 2019 va ser investida Doctora Honoris Causa per la Universitat Autònoma de Barcelona pel seu sistemàtic i coratjós combat per la llibertat d'expressió i en defensa de la dignitat de les dones, dels infants i d'altres víctimes de violacions greus dels drets fonamentals a la República Democràtica del Congo, especialment com a periodista a Radio Okapi.

## Reconeixements
- Premi Internacional de Periodisme Julio Anguita Parrado (2009)[6]
- Premi Príncep d'Astúries de la Concòrdia (2014)[7]